# Namuka Island
Namuka Island är en ö i Fiji.   Den ligger i divisionen Centrala divisionen, i den centrala delen av landet, 11 km väster om huvudstaden Suva.